# Peugeot 908 (2011)
Pour les articles homonymes, voir Peugeot 908.
La Peugeot 908 de la saison 2011 (à ne pas confondre avec la précédente Peugeot 908 HDi FAP), de nom de code « Peugeot 90X », est un coupé conçu par le constructeur automobile français Peugeot destiné à concourir en Le Mans Prototype (LMP1). Le prototype succède à partir de 2011 à la Peugeot 908 HDi FAP dans les compétitions internationales et notamment dans l’épreuve reine des 24 Heures du Mans où il affrontera, entre autres, l’Audi R18 TDI.
Ses débuts en compétition ont lieu aux 12 Heures de Sebring, le 19 mars 2011.
D’un point de vue technique, la 908 opte pour un moteur V8 Diesel ouvert à 90° d’une cylindrée de 3,7 L et d’une puissance maximale de 550 ch alors que sa devancière homonyme était propulsée par un V12 (Diesel également) de 5,5 L (700-800 ch) . De plus, les différentes interviews des membres de Peugeot Sport, à la suite de la présentation de cette nouvelle voiture, disent que la nouvelle 908 a été conçue pour accueillir un système hybride. Présentée au salon de Genève, cette version de la 908 est appelée Hybrid4. Elle a effectué ses premiers tours de roues sur la piste de PSA le 16 septembre, puis effectué ses premiers essais officiels le 11 octobre. Peugeot décidant de se retirer de l'endurance après un communiqué le 18 janvier 2012, cette version de la 908 ne devrait donc pas être présente pour affronter la future Toyota LMP1 essence hybride.
La 908 a gagné toutes les courses auxquelles elle a participé, à l'exception de Sebring (3e) où une 908 HDi FAP privée s'est imposée, et les 24 Heures du Mans où les Peugeot 908 se classent 2e, 3e et 4e, la n° 9 ne ratant la victoire que de 13 s face à l'Audi R18 n° 2. Ces deux dernières saisons, Peugeot a survolé le monde de l'endurance, en ne laissant la victoire s'échapper qu'à deux reprises, aux 24 Heures du Mans.

## Genèse
Au début de l'année 2009, le projet 90X est lancé par Peugeot Sport. Le bureau d'études planche sur plusieurs hypothèses techniques (voiture fermée ou ouverte, typologie du moteur, etc.). Le 23 avril 2009, le choix du moteur est arrêté : il s'agira d'un V8 Diesel. Dans le même temps, le département composites opte pour une voiture fermée.
En août 2009, il est décidé que les premiers tests sont fixés au 12 août 2010 (ils auront finalement lieu le 24 août).
Le 25 janvier 2010, le nouveau moteur V8 démarre pour la première fois au banc tandis que la première coque arrive chez Peugeot Sport le 5 juillet 2010. Les techniciens procèdent au montage du moteur dans la coque. 
La Peugeot 90X effectue ses premiers tours de roue, dans le plus grand secret, sur le circuit de La Ferté-Vidame (Eure-et-Loir), la piste d'essais de PSA Peugeot Citroën, le 27 juillet 2010 pilotée par Stéphane Sarrazin. Puis les premiers tests sont réalisés le 24 août 2010 sur le circuit Paul Ricard.
Le 29 octobre 2010 Peugeot Sport effectue des tests de la 90X sur le circuit de Monza (Italie). C'est à cette occasion que les premières photos "publiques" sont prises et diffusées dans la presse. Le public découvre alors le fameux aileron de requin sur le capot arrière en conformité avec la réglementation ACO 2011 (cet élément de sécurité est destiné à empêcher les voitures de décoller en cas de tête-à-queue à haute vitesse). La voiture ressemble extérieurement à la Peugeot 908 HDi FAP bien que pratiquement plus une seule pièce ne leur soit commune. Les principales différences sont notamment les sorties d'échappement qui ne sont plus sur le côté, le support d'aileron arrière de type "pince" (comme pour les Audi) et la prise d'air sur le toit.
La Peugeot 90X est présentée officiellement le jeudi 3 février 2011 dans le magasin d'exposition que possède Peugeot sur l'avenue des Champs-Élysées à Paris. À cette occasion, le nom de la voiture est dévoilé : à la surprise générale, elle reprend le nom de sa devancière : Peugeot 908. Mais à la différence du modèle ayant couru en 2007-2010 et nommé "908 HDi FAP", elle ne porte que le numéro 908 ce qui permet de les distinguer.

## Peugeot 908 HYbrid4

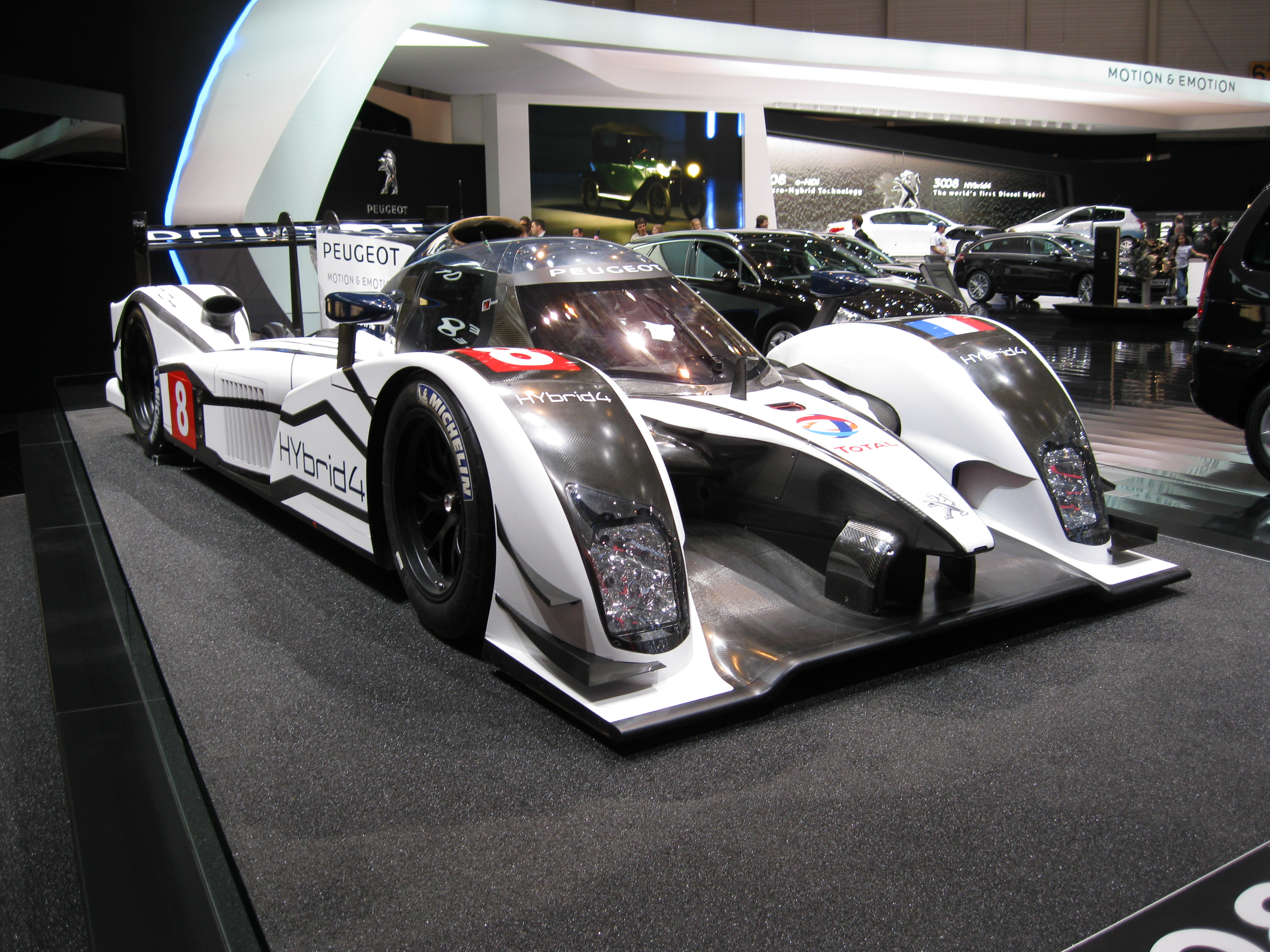
Une Peugeot 908 lors du salon de Genève de 2011

Présentée à l'occasion du salon de Genève 2011, la Peugeot 908 Hybrid4 devait prendre la piste courant mars, et être présente lors de la journée test des 24 Heures du Mans, en avril. Mais le constructeur français a préféré consacrer cette journée à la recherche des meilleurs réglages sur la 908 classique, repoussant le premier roulage officiel de la 908 Hybrid4.
L'hybridation de la voiture permet la restitution d'environ 80 ch pendant quelques secondes lors de l'accélération. Elle pourra également rouler en tout électrique, mais uniquement dans les stands. L'énergie est stockée dans des batteries lithium-ion capables d'emmagasiner environ 500 kJ.
Les essais concluant du 11 octobre montrent que la technologie fonctionne, et qu'il ne reste qu'à l'adapter et la régler. Peugeot prévoit encore quelques roulages avant d'envisager une séance de simulation d'endurance de 24 h voire plus (en 2010, la 908 HDI FAP a effectué jusqu'à 36 heures non stop, avant de devoir rendre la piste !). Lors de ces essais, la 908 Hybrid4 était habillée de la carrosserie de la version définitive de la 908, mais toujours en blanc et noir. C'est Nicolas Minassian qui a eu l'honneur de conduire le premier ce prototype, tout comme la 908 HY de 2008. À noter qu'il semblerait que les ouïes d'aération du ponton droit aient été bouchées, et non celles du côté gauche. Cette particularité reste actuellement inexpliquée.

## Peugeot 908 (version définitive)

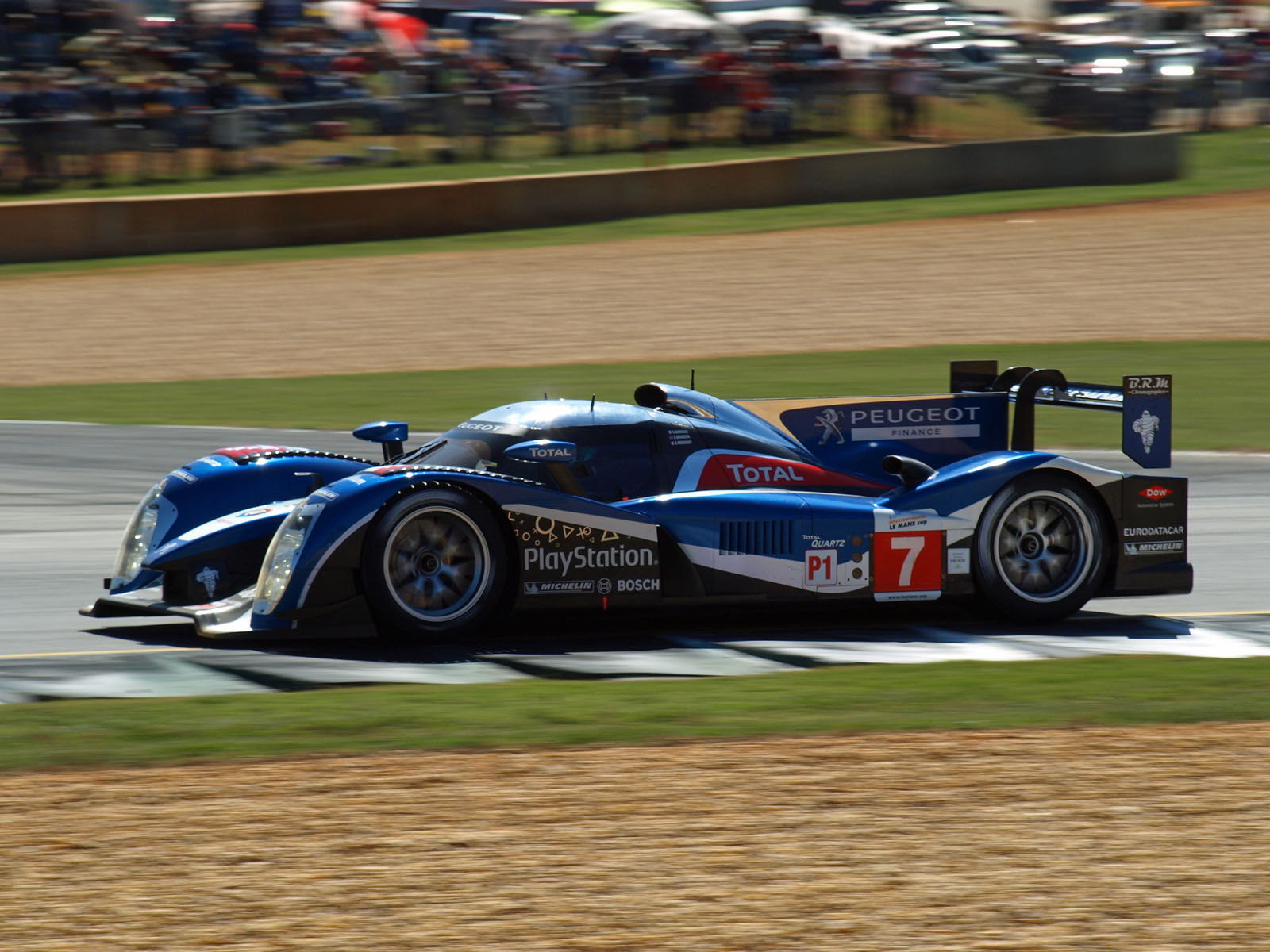
908 à Petit Le Mans en 2011.

Quelques jours seulement après sa première apparition en course à Sebring, la nouvelle 908 est apparue sur le circuit de Monza sous une nouvelle version. Celle-ci est la version définitive 2011 de la nouvelle 908, celle ayant roulé à Sebring étant une sorte d'hybride entre la 908 HDi FAP et la 908.
Parmi les principales modifications, la face avant : celle-ci reçoit des attaques de passages de roues directement inspirées de ses concurrentes, les Audi R18 TDI et la HPD ARX-01e (ou Honda ARX-01e), celles-ci déjà inspirées de la 905 supercopter. Avec une attaque verticale, les passages de roues de cette nouvelle version de la 908 présentent de nouvelles optiques, plus hautes et plus longues, surmontées d'un petit phare rond. Le capot avant reçoit lui aussi son lot de modifications : les flaps disparaissent et cèdent leur place à un plan incliné rappelant celui de la 908 HDi FAP « Le Mans », les bords du nez sont verticaux et non plus arrondis. La lame avant perd de la surface dans les angles, elle suit désormais les contours des passages de roues. Enfin, les prises d'air de refroidissement des freins sont déplacées depuis les passages de roues vers le milieu des plans inclinés cités précédemment.
L'arrière des passages de roues est lui aussi modifié : bord de fuite vertical, et apparition d'un élément aérodynamique entre les pontons et le bord de fuite, visant probablement à mieux canaliser les flux d'air. À l'arrière, les écopes à air du refroidissement des freins laissent la place à des prises d'air NACA (créant moins de trainée aérodynamique). L'aileron arrière a également été rabaissé, dans le même but. Cette 908 Evo 2 n'est pas seulement une évolution de la 908, mais une vraie révolution d'un point de vue aérodynamique, avec un but bien précis : diminuer la trainée sans pour autant perdre trop en vitesse de passage en courbe. Le but semble atteint car à la suite de la journée test des 24 h, la nouvelle 908 est partie du Mans avec la meilleure vitesse de pointe à 340,5 km/h soit presque autant que la vitesse maximale de l'an dernier (qui était de 348 km/h) malgré la diminution de puissance (plus de 100cv de perdus).

## Saison 2011

### 12 Heures de Sebring
Pour sa première apparition en course aux 12 Heures de Sebring 2011, lors de la première manche de l'ILMC, la nouvelle 908 a obtenu la pole position aux mains de Stéphane Sarrazin. Il boucle son tour de qualification près d'une seconde plus rapidement que son dauphin Romain Dumas sur l'ancienne Audi R15++ en bénéficiant d'un tour clair.
Pendant la course, la 908 no 7 sera victime d'un accrochage avec l'Audi R15++ no 2, ruinant ses chances de victoire. La no 8 restera quant à elle dans le paquet de tête toute la course, mais un changement de capot avant qui était dégradé et un tête-à-queue dans la dernière heure l'empêcheront de prétendre à la victoire. Elle finira 3e à 40 s du vainqueur, qui n'est autre que la « vieille » Peugeot 908 HDi FAP d'Oreca. Le meilleur temps en course signé dans la dernière heure prouve tout de même que la nouvelle 908 est bien née...

### 1 000 kilomètres de Spa (7 mai)
La deuxième course de cette voiture voit aussi le premier doublé. Après avoir été dominée par la nouvelle Audi R18 TDI durant les essais (les 908 ayant peut=être caché leur jeu), et n'avoir effectué aucun tour rapide de qualification à cause d'un accident ayant mis fin aux qualifications prématurément, les 908 partent 9e, 13e et 50e, et doivent ainsi effectuer une grosse remontée jusqu'à la tête de course.
Durant la course, les 908 ont roulé à un rythme équivalent à celui des Audi R18 TDI, de bon augure pour le Mans. Un incident mécanique sur la suspension avant droite de la voiture no 9 conduite par Simon Pagenaud lors de la dernière demi-heure prive l'équipe d'un triplé.

### 24 Heures du Mans
En manque de performance face aux Audi R18 en pneus médium, les 908 ont misé sur une consommation moindre en gazole pour tenter de venir à bout de la marque aux anneaux.
En qualifications, les 908 se classent 3e (no 9), 4e (no 8) et 6e (no 7), mais les six voitures de tête se tenant en moins de 0 s 6 (à comparer au tour qui est de 3 min 25 s 738 pour la pôle), rien n'était donc joué, d'autant plus que la 908 no 8 a été gênée dans son tour lancé, ce qui lui a fait perdre plus d'une seconde (et la pole).
En course, dès le départ, les R18 se montrent plus à l'aise face à leurs concurrentes françaises, mais au bout d'une heure de course, l'Audi no 3 d'Allan McNish est victime d'un terrible accident en tentant de dépasser une GT. L'accident neutralise la course pendant plus d'une heure, empêchant Peugeot de profiter de son avantage de consommation. Cette neutralisation obligea les équipes à opter pour des réglages inhabituels afin de conserver les pneus chauds et donc efficaces. Elle mettra alors la Peugeot no 8 à un tour, le répartiteur de freinage ayant cassé dans l'exercice du maintien des pneus en température.
Dans la nuit, alors que les deux R18 menaient la course, la no 1, alors 2e est victime d'un spectaculaire accident en tentant de dépasser une autre GT, percutant le mur à la vitesse de 303 km/h dans la ligne droite de Mulsanne. La course est alors encore neutralisée, ce qui empêche une seconde fois Peugeot de profiter de son avantage sur la consommation.
À la suite du retrait du safety car, l'Audi no 2 rescapée et les Peugeot se sont livrées un combat sans merci à coup de millièmes de secondes. Grâce à un léger avantage en pneus tendres utilisés la nuit, la no 9 de Sébastien Bourdais prendra l'avantage avec une avance d'une trentaine de secondes sur l'Audi no 2.
Mais au lever du jour, le retour aux pneus médium et une nouvelle neutralisation de la course vont de nouveau mettre la Peugeot no 9 et l'Audi no 2 sur un pied d'égalité. La neutralisation empêche une nouvelle fois Peugeot de profiter de son avantage de consommation.
S'ensuivra un duel aussi mythique que celui qui a vu s'opposer Ford et Ferrari au Mans  Finalement, l'Audi no 2 prit l'avantage sur sa concurrente jusqu'à l'arrivée de la pluie en début d'après-midi.
La Peugeot no 9 en profita pour rattraper l'Audi rescapée à coups de dizaines de secondes (20 s sur un seul et unique tour !), cependant la pluie mettra également la Peugeot no 7 à quatre tours à la suite d'une sortie de piste à Indianapolis.
Le décor du final était alors planté : Audi devant d'une dizaine de secondes, Peugeot plus que jamais à l’affût... Au dernier arrêt au stand, Audi, victime d'une crevaison à l'arrière gauche, prit la décision (sur conseil de Tom Kristensen) de changer les quatre pneus de sa R18 no 2 pour donner les meilleures chances à André Lotterer, mais en même temps, Peugeot tente un coup de poker en ne changeant pas de pneus pour passer devant. Mais la no 9 sortit des stands 7,8 s après l'Audi. Profitant de son avantage de pneus et de performance, celle-ci s'envole vers la victoire pour 13 s 854.
Mais Audi avait tenté un coup de poker : le gazole embarqué n'était pas suffisant pour couvrir un seul tour de plus que celui de l'arrivée ! Peugeot s'incline tout de même, mais la tête haute, ses trois 908 d'usine ayant rallié l'arrivée en 2e, 3e et 4e place, tout comme la "vieille" 908 HDI FAP engagée par Oreca qui complète le tir groupé du constructeur sochalien en 5e position.

#### Équipages aux 24 Heures du Mans 2011
| no | Équipe              | Pilotes          | no | Équipe              | Pilotes           | no | Équipe             | Pilotes            |
| -- | ------------------- | ---------------- | -- | ------------------- | ----------------- | -- | ------------------ | ------------------ |
| 7  | Peugeot Sport Total | Alexander Wurz   | 8  | Peugeot Sport Total | Nicolas Minassian | 9  | Team Peugeot Total | Sébastien Bourdais |
| 7  | Peugeot Sport Total | Marc Gené        | 8  | Peugeot Sport Total | Stéphane Sarrazin | 9  | Team Peugeot Total | Pedro Lamy         |
| 7  | Peugeot Sport Total | Anthony Davidson | 8  | Peugeot Sport Total | Franck Montagny   | 9  | Team Peugeot Total | Simon Pagenaud     |

### 6 Heures d'Imola (3 juillet)
Deuxième victoire en quatre courses. À l'occasion de cette course, Audi amena un nouveau package aérodynamique pour ses R18. Mais la chaleur du week-end italien, et la faible plage d'efficacité des LMP1 type 2011 du fait de la réduction de puissance et d'appui aérodynamique mit les allemandes en défaut. Alors qu'au Mans les Audi étaient dans la bonne fenêtre d'utilisation mais pas les Peugeot, le scénario fut inversé en Italie. Tandis que les 908 tournaient comme des horloges, la chaleur dégrada plus rapidement les pneus des R18. De plus, la surconsommation des R18 par rapport aux 908 et les dépôts de gomme sur la piste qui bouchèrent les prises d'air de refroidissement des freins des prototypes allemand les condamna à ralentir leur rythme de relais en relais. En six heures, les R18 se retrouvèrent à 1 et 7 tours des deux 908 ; bien qu'elles aient essuyé des crevaisons en fin de course. Elles signèrent ainsi un doublé logique et mérité, la 7 devant la 8.

### 6 Heures de Silverstone (11 septembre)
Troisième victoire en cinq courses. Après une lutte à armes égales avec les Audi R18, et les accidents successifs des Peugeot 908 n°8 et Audi R18 no 2, seule la 908 no 7 et la R18 no 1 se battaient pour la victoire. Mais un accrochage de l'Audi lui coûta un arrêt aux stands d'environ 1 min 20 s, la privant définitivement de la victoire qui revint donc à la Peugeot no 7.
Pour cette 5e course toutes les 908 étaient à nouveau à l'arrivée, ce qui démontra la fiabilité exemplaire du prototype sochalien avec aucun abandon en cinq courses (douze engagements).

### Petit Le Mans (1eroctobre)
Quatrième victoire en six courses, et premier abandon d'une 908 en course. Peugeot décroche le doublé grâce à la 908 no 8 de Sarazin, Montagny, Wurz, et à l'ancienne 908 HDi FAP engagée par Oreca. Les points engrangés par la pole position de Davidson sur la no 7, le doublé, et les déboires des Audi R18 permettent à Peugeot d'être titré en ILMC au championnat équipe et constructeur avant la dernière course à Zhuhai, prévue le 13 novembre (championnat constructeurs : 182 points à Peugeot, 108 à Audi ; championnat équipes : 97 points à Peugeot Sport contre 74 à Audi Sport).

### 6 Heures de Zhuhai (13 novembre)
Cinquième victoire en sept courses, L'écurie Peugeot Sport décroche un doublé avec la victoire de la no 7 de Sébastien Bourdais et Anthony Davidson devant la no 8 de Franck Montagny et Stéphane Sarrazin.